# سولومون كينغ (لاعب اتحاد الرغبي)
سولومون كينغ (بالإنجليزية: Solomon King)‏ هو لاعب اتحاد الرغبي نيوزيلندي، ولد في 8 مارس 1985 في روتوروا في نيوزيلندا.

## وصلات خارجية
- سليمان كينغ على موقع سلسلة سباعيات الرغبي العالمية - رجال (الإنجليزية)